# Jana Příhodová
Jana Příhodová (* 26. listopadu 1982, Hradec Králové) je bývalá česká modelka a Miss Blond International 2000.

## Osobní život
Základní školu navštěvovala v Hradci Králové. V letech 1999–2003 studovala na Střední odborné škole oděvní v Třebechovicích pod Orebem. Mluví anglicky a francouzsky.
Pracovala jako vedoucí sekretariátu hejtmana Královéhradeckého kraje Lubomíra France.
Několik let byl její přítel Stanislav Matějovský, automobilový závodník a bývalý Mistr Evropy v závodech tahačů. Od roku 2011 do roku 2014 byl jejím partnerem bývalý hejtman Jihočeského kraje Jiří Zimola. V srpnu 2012 se jim narodila dcera Lara.
Stala se tváří několika regionálních nadací, například Novorozenec při Fakultní nemocnici v Hradci Králové.

## Soutěže Miss
Od sedmnácti let se věnovala modelingu. Získala titul Miss Hradec Králové.
Zvítězila soutěž Miss Blond International, což je soutěž o nejkrásnější blondýnku Evropy. Finále se konalo v létě v rakouském Klagenfurtu a Příhodová opět vyhrála a ještě získala ocenění Miss Catwalk za nejkrásnější chůzi. Kromě titulu získala i vůz Daewoo Matiz a 70.000 šilinků v hotovosti.